# زنبق ایرانی
زنبق ایرانی (Iris persica یا Persian Iris)، یا گل نوروزی، گل بومی ایران است. این گل را به خاطر زیبایی و بوی خوش آن می‌شناسند. در برخی مناطق ایران آن را نوروز گلی نیز می‌نامند. در فرهنگ آذربایجان، این گل پیام‌آور نوروز و فصل بهار شناخته می‌شود.
امروزه این گل را می‌توان در کشورهای ایران، عراق، ترکیه، سوریه و لبنان در ارتفاع ۱۰۰ تا ۱۶۵۰ متری یافت.

## ویژگی‌ها
گیاهی کوتاه (در حدود ۱۰ سانتی‌متر) است که برگ‌های آن بین ۵ تا ۱۵ میلی‌متر پهنا دارند. گل‌های آن حدود ۵ سانتی‌متر درازا دارند و رنگ‌های متفاوتی از آن همچون خاکستری متمایل به قهوه‌ای، متمایل به سبز، آبی و بنفش وجود دارد.
زیبایی این گل توجه گیاه‌شناسان بسیاری از جمله ویتا ساکویل-وست، گرترود جکیل و نیز ویلیام رابینسون را به خود جلب کرده و رابینسون در سال ۱۸۹۳ در کتاب خود، باغ گل انگلیسی از این گل نام برده است. جکیل نیز نوشته: «گونه‌های مختلف زنبق که در ژوئن به گل می‌نشینند بی‌نهایت زیبا هستند. در پای یک دیوار جنوبی، زنبق ایرانی با گلبرگ‌های کم‌رنگ آبی مایل به سبز با رنگ‌های تأثیرگذار کشیده شده است».

## نگارخانه

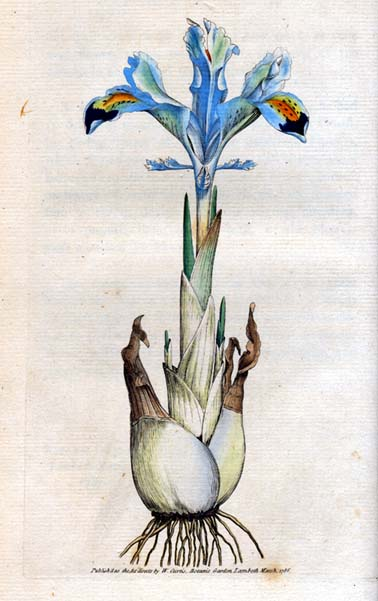
زنبق ایرانی بر جلد مجله گیاه‌شناسی بریتانیا، جلد اول، ۱۷۹۲ میلادی. رنگ آبی مایل به بنفش این زنبق در این نسخه آشکارتر است.
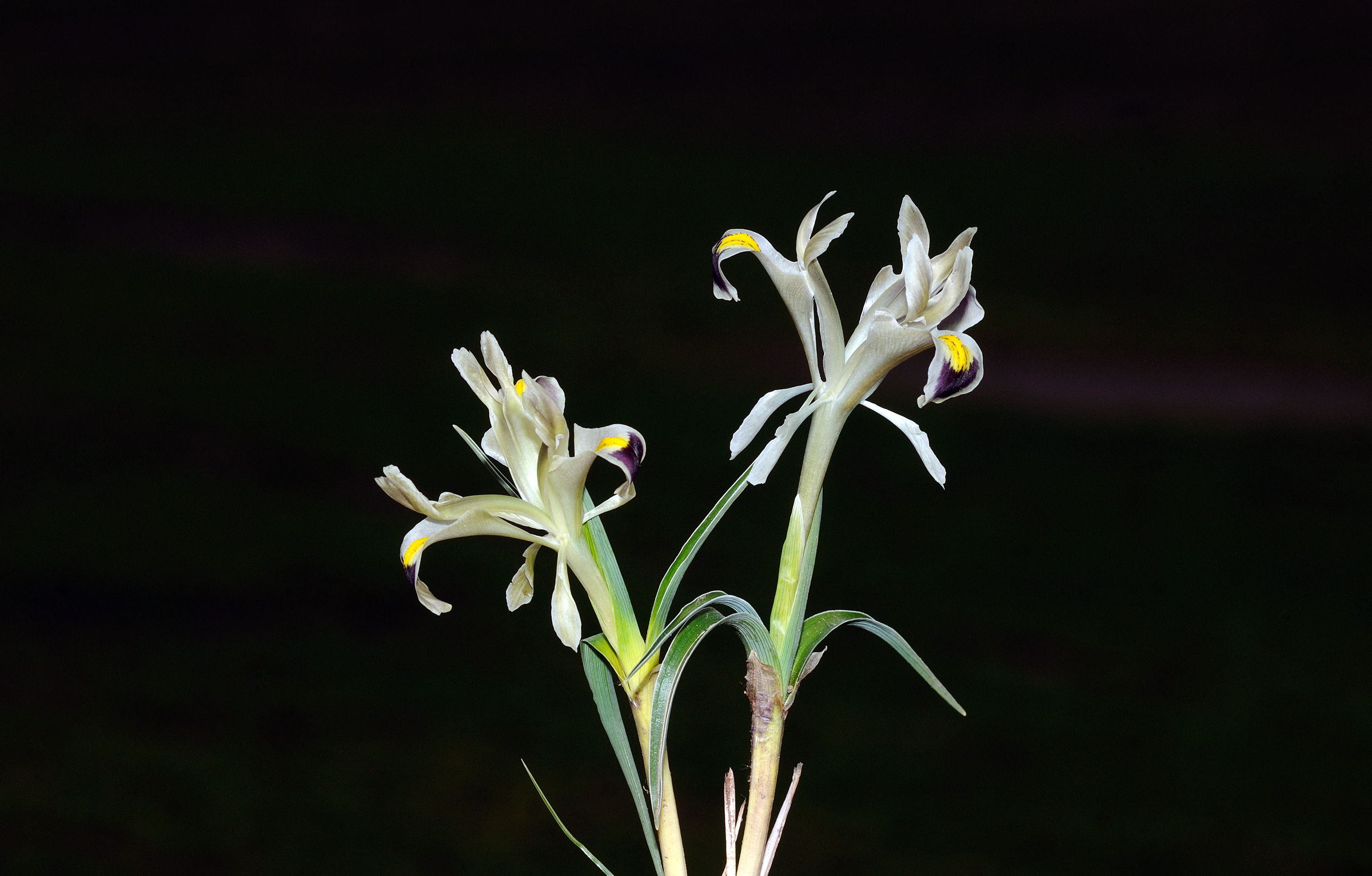
زنبق ایرانی با رنگ خاکستری مایل به سفید.
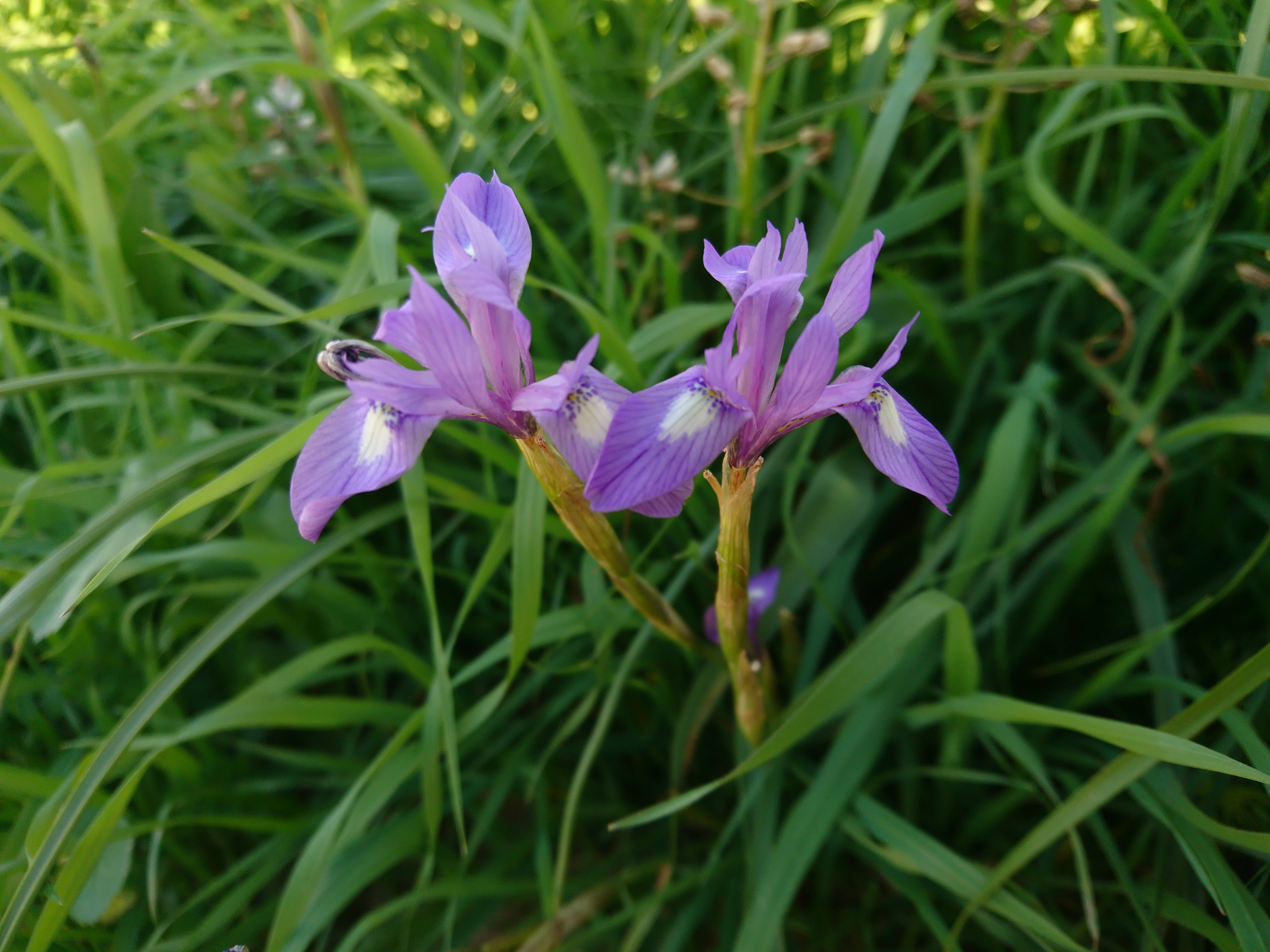
زنبق خودرو در بهبهان
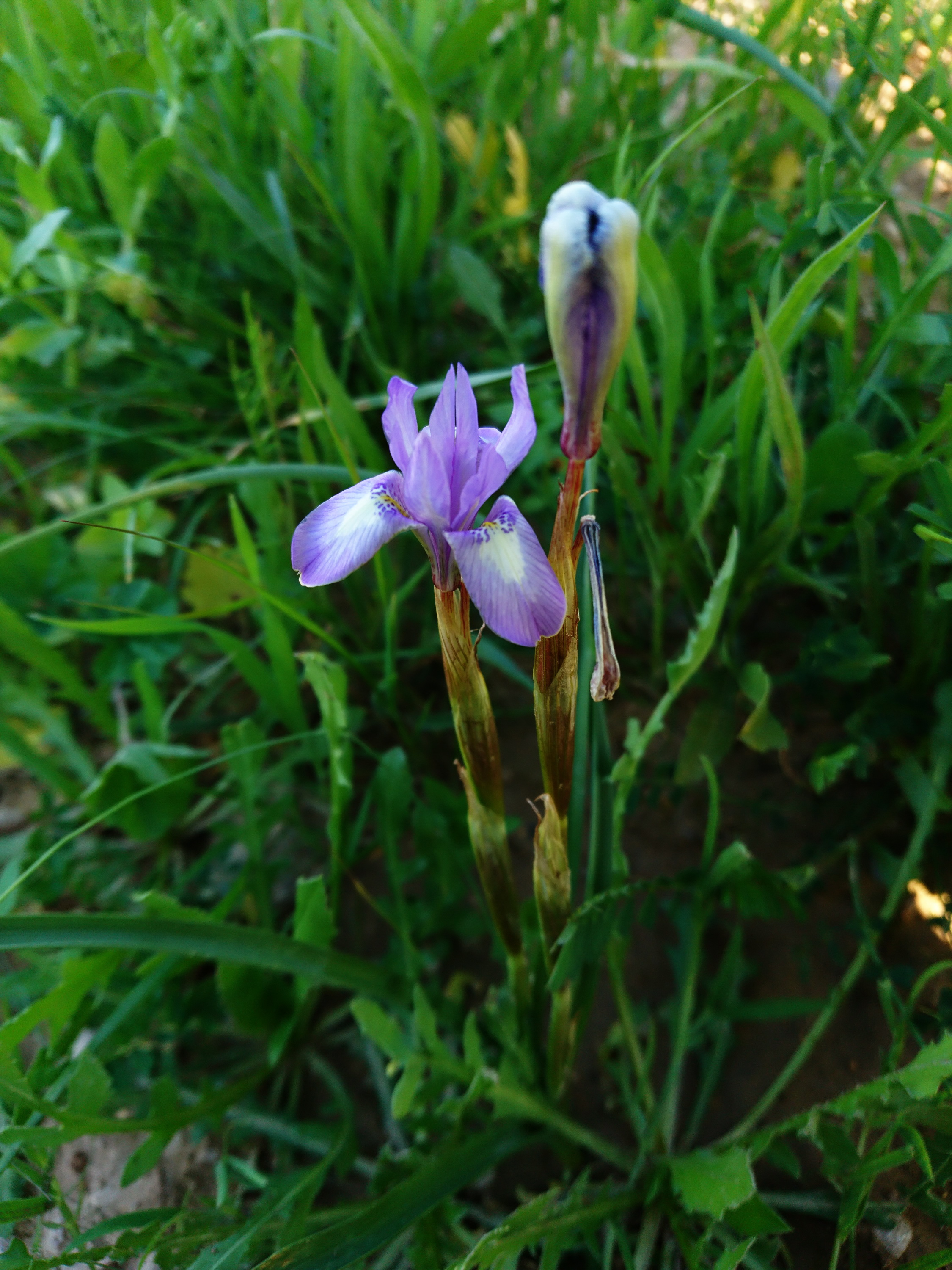
زنبق خودرو، اسفندماه بهبهان